# Aegle vartianorum
Aegle vartianorum là một loài bướm đêm trong họ Noctuidae.